# Frederiksdal (Virum)
 For alternative betydninger, se Frederiksdal. (Se også artikler, som begynder med Frederiksdal)
Frederiksdal er en herregård i Virum Sogn, Sokkelund Herred, Region Hovedstaden, Lyngby-Taarbæk Kommune. Hovedbygningen er opført i 1744-1745 ved Nicolai Eigtved og ombygget i 1752-1753 ved J. G. Rosenberg

## Historie
På et i Furesøen udskydende næs findes ruiner og voldplads af den gamle kongeborg og senere Roskildebispernes faste slot Hjortholm, hvis opførelse efter fundne bygningsfragmenter går tilbage til det 13. århundrede. Her nævnes som høvedsmand Jep Mikkelsen (af Hagerup) 1472, Herman Rolfsen (von Leneren) 1485-86, Claus Neb 1489 og Oluf Daa 1507. Under Grevens Fejde værgede den daværende høvedsmand Peder Godske slottet tappert og overgav det først til grev Christoffer, da tårnet, vægtergangen og den ene side af slotsmuren var nedskudte, hvorfor biskoppen Joachim Rønnov og domkapitlet takkede ham i et åbent brev og gav ham fuld afkald for slottet og dets inventarium.
Efter Reformationen kom det til slottet hørende gods til Kronen, og nogle hundrede favne sydøst for den gamle slotstomt byggede Frederik III et jagtslot, som han kaldte Frederiksdal. De indledende forberedelser blev foretaget, blandt andet nedrivning af flere af de industrielle bygninger, som lå omkring Hjortholm Mølle. Han opførte to teglovne på pladsen. Men kongen døde i 1670 og hans søn Christian V indstillede det oprindelige projekt.
Senere overlod Christian V det til sin dronning Charlotte Amalie, allerede da hun var kronprinsesse (tillige med Gentoftegaard og Bagsværd), og hun indrettede flere industrielle virksomheder her på egnen. Frederiksdals Papirmølle anlagdes af Charlotte Amalie i 1673 og blev en tid drevet af Hans Heuser, der også en halv snes år efter fik Strandmøllen (anlagt først som Valkemølle, 1645 indrettet som papirmølle af Johann Ettersen) og senere bestyrelsen af den, da Charlotte Amalie købte den 1690; i 1693 indkaldtes fra Hannover Johann Drewsen, som forpagtede og 1718 erhvervede Strandmøllen som ejendom, og den forblev i denne families besiddelse, indtil den 1889 overgik til Aktieselskabet "De forenede Papirfabrikker" sammen med Ørholm og Nymølle, som den Drewsenske slægt havde tilkøbt 1854. Efter Charlotte Amalies død 1714 Frederik 4., som overlod den til sin søster prinsesse Sophie Hedevig. Hun planlagde bygningen af en større hovedbygning på Frederiksdal, som af ukendte grunde har en påfaldende lighed med Ørholm Hovedgård, men projektet blev aldrig fuldført. I 1735 overtog prinsessens nære ven Carl Adolf von Plessen forpagtningen af Frederiksdal.
Efter hendes død Christian VI, som 1739 overdrog det til sin højt betroede mand, grev Johan Sigismund Schulin, i hvis families besiddelse det forblev. Først da udenrigsminister Johan Sigismund Schulin overtog forpagtningen af gården i 1739, blev planerne om en nyopførelse realiserede. Grev Schulin lod den nuværende, et stokværk høje hovedbygning, der tager sig anselig ud ved sin høje beliggenhed, opføre efter tegning af Jardin. I nærheden af slottet findes Louise Kilde, opkaldt efter grev Schulins svigerinde, Christiane Louise Warnstedt.
I midten af 1700-tallet kom den senere naturforsker Otto Friedrich Müller på Frederiksdal som huslærer, og fra den tid stammer Frederiksdals velbevarende konkyliesamling. Müller har skrevet: "Fauna insectorum Friderichsdalina" i 1764,. og "Flora Friderichsdalina" i 1767).
Frederiksdal Gods er på 324 hektar.

## Ejere af Frederiksdal
- (1536-1559) Christian 3.
- (1559-1588) Frederik 2.
- (1588-1648) Christian 4.
- (1648-1670) Frederik 3.
- (1670-1714) Dronning Charlotte Amalie
- (1714-1716) Frederik 4.
- (1716-1729) Prinsesse Sophie Hedevig / Prins Carl
- (1729-1735) Prinsesse Sophie Hedevig
- (1735-1739) Carl Adolph von Plessen
- (1739-1746) Christian 6.
- (1746-1747) Frederik 5.
- (1747-1750) Johan Sigismund lensgreve Schulin
- (1750-1770) Catarine Marie von Møsting gift Schlin
- (1770-1781) Frederik Ludvig lensgreve Schulin
- (1781-1807) Sophie Hedevig von Warnstedt gift Schulin
- (1807-1836) Sigismund Ludvig lensgreve Schulin
- (1836-1880) Johan Sigismund lensgreve Schulin
- (1880-1929) Sigismund Ludvig lensgreve Schulin
- (1929-1968) Sigismund lensgreve Schulin
- (1968-1970) Johanne Amalie Schou gift Schulin
- (1970-1992) Johan Sigismund Vilhelm lensgreve Schulin
- (1992-2016) Karen Vibeke Østergaard gift Schulin
- (2016-) Carl Christian Sigismund greve Ahlefeldt-Laurvig